# Tola (Bijbel)
Tola (Hebreeuws:  תּוֹלָע, to'-la, "worm" of "scharlaken spul") was volgens de Hebreeuwse Bijbel de zevende rechter van de Israëlieten. Hij leidde Israël 23 jaar (Rechters 10:1-2), maar verder wordt maar weinig gezegd over Tola. Er wordt geen enkele daad van hem vermeld. Hij was de zoon van Pua en de kleinzoon van Dodo, uit de stam van Issaschar. Hij trad op na Gideons zoon Abimelech. Hij woonde te Samir, op het gebergte van Efraïm, waar hij ook gestorven is.
Een andere Tola was een zoon van Issaschar (Genesis 46:13; 1 Kronieken 7:1). Zijn nakomelingen zijn de Tolaïeten (Numeri 26:23), waarvan de familiehoofden van de 22.600 mannen in de periode van koning David als "dappere krijgslieden" bekend stonden (1 Kronieken 7:2).